# Gremlins 2: la nova generació
Gremlins 2: la nova generació (títol original: Gremlins 2: The New Batch) és una pel·lícula estatunidenca de Joe Dante, estrenada l'any 1990. Es tracta de la continuació de Gremlins , estrenada l'any 1984. Ha estat doblada al català.
Hi ha una continuació en curs de producció.

## Argument
Billy i Kate viuen ara a Nova York, i Billy troba el seu mogwai Gizmo en un laboratori d'investigació genètica a l'edifici on treballa. Mullat per error pel reparador de fonts d'aigua, Gizmo dona naixement a una nova generació de mogwais que es transformaran ràpidament en Gremlins, abans de marxar a l'assalt d'un gratacel d'elevada tecnologia i utilitzaran els recursos sorprenents d'un laboratori de genètica. Els Gremlins intentaran així envair Nova York.

## Repartiment
- Zach Galligan: William « Billy » Peltzer
- Phoebe Cates: Kate Beringer
- John Glover: Daniel Clamp
- Robert Prosky: Avi Fred
- Robert Picardo: Forster, el cap de seguretat
- Christopher Lee: Dr. Catheter
- Haviland Morris: Marla Bloodstone
- Dick Miller: Murray Futterman
- Jackie Joseph: Sheila Futterman
- Kathleen Freeman: Marge Microwave
- Gedde Watanabe: Mr. Katsuji
- Keye Luke: Mr. Wing
- Tony Randall: Brain, el Gremlin dotat de paraula
- Don Stanton: Martin, l'ajudant bessó
- Dan Stanton: Lewis, l'altre ajudant bessó
- Shawn Nelson: Wally, el científic
- Julia Sweeney: Peggy, la secretària constipada
- Raymond Cruz: el repartidor
- John Astin: el tècnic qui repara el évier
- Page Hannah: la primera guia turística del Complex Clamp
- Leslie Neale: Frances, una tècnica de la sala de control
- Diane Santa-Marie: la periodista TV davant la botiga de Mr. Wing
- Kristi Witker: la presentadora TV al bar de l'edifici
- Eric Shawn: el periodista TV davant l'edifici
- Heidi Kempf: la periodista TV davant l'edifici
- Neil Ross: l'anunciador (ascensors, banys, alerta incendi)
- Henry Gibson: L'empleat despatxat per fumar
- Jeff Bergman: Bugs Bunny (veu)
- Jeff Bergman: Daffy Duck (veu)
- Leonard Maltin: Ell mateix
- Hulk Hogan: Ell mateix
- Sylvester Stallone: John Rambo (imatge d'arxiu extret de Rambo 2)

## Banda original
Gremlins 2: The New Batch - Original Motion Picture Soundtrack (31 d'agost 1990), de Jerry Goldsmith. Etiqueta: Varese Records.
1. Just You Wait
2. Gizmo Escapes
3. Leaky Faucet
4. Cute…
5. Pot Luck
6. The Visitors
7. Teenage Mutant Gremlins
8. Keep It Quiet
9. No Rats
10. Gremlin Pudding
11. New Trends
12. Gremlin Credits

En l'escena de transformació del cap gremlin, se sent la cançó Angel of Death  del grup Slayer.

## Acollida
El film va ser un fracàs comercial, informant aproximadament 41 milions de dòlars al box office a Amèrica del Nord per un pressupost de 50.000.000 $.
Va rebre una acollida critica més aviat favorable, recollint un 68 % de critiques positives, amb una nota mitjana de 6,5/10 i sobre la base de 41 critiques, en el lloc Rotten Tomatoes
Ha obtingut 6 nominacions als premis Saturn 1991 (millor film fantàstic, millor director, millor música, millors efectes visuals i millor actor a un segon paper per John Glover i Robert Picardo) però no ha assolit cap premi.

## Al voltant de la pel·lícula
- Un dels Gremlins es fa tatuar sobre el tors el logo Warner Bros, una de les societats de producció d'aquest film, juntament amb Amblin Entertainment.
- El director Paul Bartel fa una aparició com a explotador de la sala de cinema que protesta no sóc director! ».
- El compositor de la música del film, Jerry Goldsmith, fa un cameo. És un dels clients d'una cadena de restauració ràpida que demana s'hi ha un ratolí als plats.
- Com al primer film, nombrosos passatges de Gremlins 2  fan referència o són picades d'ull a altres films. Entre d'altres (llista no exhaustiva) :
  - Gremlins (1984): Un presentador de televisió és atacat pels gremlins  mentre fa una critica molt negativa del primer film.
  - ET, l'extraterrestre (1982): Amb un parell de tisores desmesurades la mà d'un gremlin secciona un fil de telèfon mentre se sent la seva veu ronca dir: « Telefonar a casa ? Nooo ».
  - Rambo 2: La Missió (1985): Gizmo després d'haver vist aquest extracte del film Rambo 2 decideix, més tard al film, transformar-se en petit Rambo amb la famosa cinta vermella i un arc com a arma.
  - Batman  (1989): Quan el gremlin rat-penat s'escapa del laboratori, tira el mur volant a l'exterior. El forat resultant té la forma de la insígnia de Batman .
  - El fantasma de l'Òpera: A un gremlin li ruixen el rostre d'àcid; a partir d'aquest moment porta una màscara (d'un « llop » més exactament). Més tard, mentre toca l'orgue, un altre gremlin li treu la seva màscara
  - El màgic d'Oz (1939): A instancies de la Bruixa de l'Oest, un dels gremlins es fon regalimant al sòl com una gelea verda sota el seu barret cònic negre: « Em fonc !! Em fonc !! Oh però quin món !! ».
  - Alícia al país de les meravelles (1951): Els dos ajudants bessons del laboratori tenen sobre la seva brusa inscrits dels noms similars a Tweedle Dee i Tweedle Dum.
  - Taràntula ! (1955): Mohawk, el gremlin esdevingut aranya (i la manera com aquesta mor immolada alguns minuts més tard per un projectil incendiari), és clarament una al·lusió a l'aranya geganta del film de Jack Arnold.
  - King Kong  (1933): Poc després del començament del film, al despatx de Billy, Kate troba un dels nous mogwai que és assegut a dalt d'una gran maqueta de gratacel. Just sobre es troba un mòbil de nen que representa biplans volant.
  - Casablanca (1942): Al hall un altaveu detalla el programa de les emissions del vespre: « Aquest vespre, sobre la cadena de cable Clamp, no falteu' Casablanca Presentat en color, amb un final feliç ! »
  - SOS Fantasmes: A la gegantesca festa dels gremlins un d'ells va vestit amb una samarreta decorada amb un logo totalment inspirat de Els caçafantasmes.
  - Groucho Marx: Al mateix lloc, un dels gremlins és caracteritzat com a Groucho.
  - Dràcula: Del començament al final, Fred vesteix la famosa disfressa del Comte Dracula.
  - I am a camera: El turista japonès respon a Fred: « Sóc una càmera! ».
  - El xip prodigiós (1987): En un passadís on Kate circula ràpid, els cartells de les portes anuncien Vectorscope Labs i Dr. Quatermass.
- Nombrosos extractes d'altres films passen sobre les pantalles de televisió en divers moments de Gremlins 2  (llista no exhaustiva) :
  - Octaman (1971) de Harry Essex: Una de les escenes en negre i blanc presentades per Fred està treta d'aquest film.
  - Que bonic que és viure (1946): Al seu despatx on s'avorreix a morir, el President Clamp té algunes pantalles de televisió encastades a la paret. Sobre una d'elles passa una escena de culte de la vida és bonica.
  - La Blancaneu i els set nans (1937): Com a la sala de cinema del primer Gremlin, les dues o tres centes « bruts bestioles sobreexcitades » davant la pantalla de cinema exigeixen veure els dibuixos animats de la Blanca-Neu de Walt Disney, en lloc del film Gremlins, que consideren tots un bunyol.
  - Chisum (1970): Els gremlins esperen el pas de Blancaneu després d'haver interromput la projecció de Gremlins, però són escenes curtes d'alguns segons de Chisum amb John Wayne les que desfilen a la pantalla.
  - El monstre dels temps remots (1953): Els dos gremlins, Lenny i George, miren aquest film en blanc i negre sobre una consola de vídeo.